# Mouths of Rain
Mouths of Rain: An Anthology of Black Lesbian Thought (en español: Bocas de lluvia: una antología del pensamiento lésbico negro) es una antología de no ficción editada por Briona Simone Jones. Incluye ensayos, poesía y otros escritos de feministas lesbianas negras como Audre Lorde, Cheryl Clarke y Bettina Love. El libro fue publicado por The New Press el 1 de febrero de 2021. El libro recibió el premio Judy Grahn y el premio literario Lambda de antología.

## Sinopsis
Mouths of Rain es una recopilación de escritos desde 1909 hasta 2019 de mujeres lesbianas negras y otras personas que han tenido relaciones íntimas con otras mujeres negras. Estaba pensado como complemento de la antología de 1995 Words of Fire de Beverly Guy-Sheftall y contiene textos de: Alice Walker, Cheryl Clarke, Audre Lorde, Pauli Murray, Barbara Smith y Bettina Love.
Incluye ensayos, poesía, ficción corta y recuerdos personales. La antología está dividida en cinco secciones, cada una con un enfoque amplio diferente: usos de lo erótico; opresiones entrelazadas y políticas de identidad; salir y entrar; lo sagrado; y futuros radicales. Los temas cubiertos incluyen sexismo, afrofuturismo y críticos blancos.
La editora, Briona Simone Jones, es una feminista lesbiana negra de ascendencia afroamericana y jamaicana. En 2021 su doctorado en inglés de Universidad Estatal de Míchigan.

## Publicación
- Jones, Briona Simone (2021). Mouths of Rain: An Anthology of Black Lesbian Thought. New Press. ISBN 978-1-62097-576-3.

## Reconocimientos
- 2022 - Ganador del Premio Literario Lambda de Antología[7]
- 2022 - Ganador del premio Judy Grahn de no ficción lésbica[8]